# 서용인 나들목
서용인 나들목(W.Yongin IC)은 경기도 용인시 처인구 삼가동에 설치된 수도권제2순환고속도로의 2번 나들목이다. 2022년 3월 21일에 개통되었다.

## 연혁
- 2016년 12월 27일 : 이천 ~ 오산고속도로 신설을 위해 용인시 도시계획시설 교통광장에 처인구 삼가동 일원을 서용인 나들목으로 고시[1]
- 2022년 3월 21일 : 수도권제2순환고속도로 동탄 ~ 곤지암 구간 개통과 함께 통행 개시[2]

## 구조물 정보
복합형(Y자형 및 반클로버형) 형태 나들목으로 개통되었다. 그러나 신중부대로와 직접 연계는 불가능하다. 나들목의 진출입로와 연결된 신중부대로의 궁촌교차로를 이용하려면 중부대로와의 교차점인 삼가교차로에서 유턴을 해야 한다.
- 위치 : 경기도 용인시 처인구 삼가동

- 영업소: 경기도 용인시 처인구 지삼로 531

## 접속하는 도로
- 중부대로
- 동백죽전대로
- 간접 연결 : 국도 제42호선 (신중부대로)